# Sexyビーチ
『Sexyビーチ』（セクシービーチ）は、ILLUSIONより発売されたアダルトゲームのシリーズ。

## 概要
本シリーズは、Sexyアイランドというリゾートアイランドにてプレイヤーが選んだヒロインたちとリゾート地で楽しむことを目的としたものである。登場するヒロインのほとんどは、ILLUSIONが各作品以前に発売したゲームの登場人物である。本シリーズは2000年に発売された『インタラクトプレイ』の体験版「エクスタシーアイランド」と、2001年に発売された『インタラクトプレイVR』の体験版「エクスタシーリゾート」を前身としており、本シリーズの第1作目である『Sexyビーチ』（以下：「1」）もまた、2003年に発売された『DBVR』の体験版という位置づけである。

## Sexyビーチ
本シリーズの第1作で、『DBVR』の体験版兼ベンチマークソフトとしてILLUSIONの公式サイトにて無償で公開された。ベンチマークソフトながらも、カメラアングルを切り替えたり、ヒロインにオイルを塗ったりすることができる点が好評となり、2003年7月1日の時点でダウンロード数が36万回を突破し、製品版である『Sexyビーチ2』が開発される運びとなった。

## Sexyビーチ2
2003年7月11日発売。
ある程度ストーリーが進行するとオイル塗りが出来たり、夜にヒロインとセックスできたりする。2003年9月12日に発売された追加ディスク『ちくちくビーチ』を導入するとヒロインの数が増えるほか、肌と髪の色を変更できるようになる。

### 登場ヒロイン
魔的千雨（ままと・ちさめ）
バスト72、ウエスト54、ヒップ78
『レクイエムハーツ』より登場。
お団子頭の少女。幼児体型にコンプレックスがあり、子供扱いされる事を異常なほど嫌う。
上杉麗緒奈（うえすぎ・れおな）
バスト74、ウエスト56、ヒップ80
『尾行2』より登場。
ポニーテールの女性。貧乳である事を非常に気にしており、そのせいもあって自分に自信を持てないでいる。
如月舞（きさらぎ・まい）
バスト80、ウエスト56、ヒップ78
『バトルレイパー』より登場。
少女格闘家。プレイヤーを「お兄ちゃん」と呼ぶ。「（過去に食べて貝毒に）あたったから」という理由で、貝が嫌いである設定が追加された。
バエル・アルタルス　
『デスブラッド4』より登場。
青い髪の女性。プレイヤーの事を「閣下」と呼ぶ、根っからの軍人気質。
飯島里香（いいじま・りか）
バスト86、ウエスト58、ヒップ85
『尾行2』より登場。
お嬢様風の少女。南国の島を満喫できる事をとても楽しみにしている。
桐生洋子（きりゅう・ようこ）
『インタラクトプレイVR』より登場。
バスト95、ウエスト60、ヒップ86
女性教師。自分の事を「洋子先生」と呼ばせたがる。

#### 追加ディスクより追加
ケリー・ビーン
バスト82、ウエスト56、ヒップ80
『デスブラッド3』より登場。
赤いショートヘアの婦警。
アリシア・ウェイ
バスト92、ウエスト58、ヒップ84
『デスブラッド3』より登場。
茶色いロングヘアの婦警。
マキ・アノツ
バスト81、ウエスト56、ヒップ80
『BRUTISH MINE』より登場。
黒い短髪の女性。

## Sexyビーチ3
2006年9月29日発売。オイル塗りによって肌の色が変化し、好感度によってヒロインに出来る事が増える（過激な水着の着用、フェラチオの要求、昼間のセックスなど）。
また、「2」では6日間しかヒロインと遊ぶことが出来なかったのに対し、「3」では、期間の制限が無い。2006年12月15日に発売された追加ディスクをインストールすると髪と瞳の色が変更でき、セックス時に要求できるアクションに「フェチ」(パイズリ、足コキ、シックスナイン)が追加される。

### 登場ヒロイン
イスカ・アンダーソン
バスト81、ウエスト51、ヒップ80
『デスブラッド4』より登場。
ツインテールの少女。
最初は主人公のことを「運び屋さん」と呼ぶが、関係を結んだ後はその日の朝から「Mrあばんちゅーるさん」と呼び始める。
イーオ
バスト90、ウエスト59、ヒップ88
『A-GA』より登場。 レジスタンスの女性。
クールな印象と裏腹に大食いであり、主人公に抱かれた翌日「変態」と呼び怒る、関係が過激になると恥ずかしがるなどツンデレ的なキャラにアレンジされている。
赤城愛美
バスト69、ウエスト50、ヒップ75
『インタラクトプレイVR』より登場。
お下げ頭の少女。最初は内気で人見知りするところがあるが、好感度が高まると快活な部分も見せる。
綾瀬麗子
バスト94、ウエスト59、ヒップ89
『尾行3』より登場。女医。
好感度が高まると主人公を「先生」、「ご主人様」、「王子様」と呼ぶプレイをする。
マリア・アンダーソン
バスト100、ウエスト63、ヒップ89
『デスブラッドVR』より登場。 主人公を「ボウヤ」と呼んで積極的にリードするセクシーな女刑事。

#### 追加ディスクより登場
バエル・アルタルス
バスト94、ウエスト60、ヒップ85
『デスブラッド4』の登場人物で、『Sexyビーチ3』体験版にも登場している。
「Sexyアイランド」のスタッフで、主人公のサポートサービスと称して主人公と付き合うことになる。軍隊に所属していた頃に上官に片思いしたことがあり、好感度が高まると主人公のことを「閣下」と呼ぶようになる。
北本麻矢
バスト70、ウエスト52、ヒップ73
『インタラクトプレイVR』より登場。
活発な少女。 逆ナン的な方法で主人公に近づく。格闘技をやっているらしい。
???
謎の生命体な少女。イスカを攻略するとプレイできる。

## SexyビーチZERO
2010年10月29日発売。基本は3と同様。顔面騎乗、放尿、授乳など、やや特殊なアクションが拡張されている。条件を満たすと、ヒロインの体格をある程度変更できる。

### 登場ヒロイン
バエル・アルタルス
3と同様。「Sexyアイランド」の管理スタッフとして島を巡回している。
鈴（りん）
バスト84、ウエスト58、ヒップ82
『尾行3』より登場。考古学研究者を自称する女性で、「Sexyアイランド」の遺構などを調査している。運動が苦手。
愛
バスト88、ウエスト57、ヒップ86
『リアル彼女』より登場。グラビアアイドル。バカンスで島に滞在している。
ホタル
バスト98、ウエスト65、ヒップ93
『DBVR』より登場。リゾート開発の調査という名目で島に滞在している。
刹那
バスト92、ウエスト58、ヒップ87
『バトルレイパー2』より登場。くノ一の末裔を名乗る。監視員として島を巡回している。

## Sexyビーチ プレミアムリゾート
2015年9月11日発売。ゲームの基本進行は前作までとは打って変わってオープンワールドアクションアドベンチャー形式に変化。プレイヤーは自身でカスタムした主人公キャラクターを操って、相応の広さのあるセクシーアイランド内を自由に歩き回り、条件を満たしヒロインたちのシナリオを進行させていく。また、立ちふさがる敵との戦闘や、水鉄砲といったミニゲーム、ホテル経営や衣装・Hアイテム購入など、同社の他タイトルに比べコンピュータゲームとしての要素も多く含まれている。ゲーム全体のシナリオがあるのも特徴で、メインキャラクター全員のクリア後にはラストバトルやエンディングイベントとも言える展開が用意されている。
2015年7月17日に体験版が配信された際、Oculus DK2向けVR専用キャラビューワーも同時に配信。また、同等のVR専用キャラビューワーが後に本編向けにも配信されている。
それ以外の点についてシリーズの他タイトルと比べると、キャラクターメイキングが大きく強化。各ヒロインはその外見を完全に別のものへと変更できるようになった。また、デフォルトで登場しないオリジナルキャラクターの枠も用意され、作成することで既存のヒロインと一緒にゲーム内に登場させることができる。カスタマイズしたキャラクターデータは公式アップローダーへのアップロードにも対応していた。

### 登場人物
なぎさ
声：疾風はる
『Sexyビーチ』より登場。平均的な身長でややバストが大きい。
セクシーアイランドにあるおんぼろホテルの経営再建にいそしむ少女。料理が得意。
泉崎 香奈
声：ヒマリ
『リアルプレイ』より登場。平均的な身長でややバストが大きい。
のんびりした性格の少女。道案内をしようとして道に迷っていたところを、主人公に助けられた。
相良 美弥子
声：佐倉もも花
『プレミアムプレイ～ダークネス～』より登場。平均的な身長でバストが大きい。
観光客としてセクシーアイランドに来た女子学生。主人公に道案内などを頼む。
矢吹 遼子
声：手塚りょうこ
『リアルプレイ』より登場。長身かつかなりバストが大きい。
主人公のホテルを調べに来た女性。スーパーエリート女スパイを自称するものの、実力は皆無。
笠原 なつめ
声：御苑生メイ
『プレミアムプレイ～ダークネス～』より登場。長身かつバストは平均的。
セクシーアイランドに取材に来た女性カメラマン。
木梨 柚帆
声：羽高なる 
『インモラル病棟』より登場。平均的な身長でややバストが大きい。
セクシーアイランドにある大きなリゾートホテルの従業員。
霧生 茜　
声：藍川珪
『プレイクラブ』より登場。平均的な身長でややバストが大きい。
明るく元気な少女。負けず嫌いで勝負好きだが、臆病な一面もある。
氷室 麗華
声：手塚りょうこ
『インモラル病棟』より登場。やや長身でバストが大きい。
セクシーアイランドにある診療所に勤務する医師。
鬼越 真紀
声：片倉ひな
『リアルプレイ』より登場。平均的な身長で平均的なバスト。
レジャー施設の駐車場を巡回する警備員。ボーイッシュな性格。
朧
声：金松由花
『プレミアムプレイ～ダークネス～』より登場。背が低くバストが小さい。
なつめの親戚を自称する少女で、身辺警護と称してなつめに同行した。
藤堂 静音
声：ももぞの薫
『プレミアムプレイ～ダークネス～』より登場。平均的な身長でバストが大きい。
セクシーアイランドにある、ホテルの経営者。なぎさの持つ土地をねらって、嫌がらせをする。

#### サブキャラクター
的子
ゲームの司会役。平均的な身長でバストが大きい。
水絵
風俗嬢。平均的な身長でバストが大きい。
アシ美
マッサージ師のアシスタント。平均的な身長で平均的なバスト。

#### オリジナルキャラクター
明るい娘
明るい性格の娘。
ツンデレ娘
ツンデレな性格の娘。
おっとり娘
おっとりとした性格の娘。
無口娘
無口な性格の娘。
ヤンデレ娘
ヤンデレな性格の娘。強制で主人公の体力が0にされるイベントを持つ。

### 評価
秋葉原sofmapの巨大看板や各種雑誌等の大がかりで長期的な広報が行われたが、「（当時の）最新ゲームマシンでも動作が重い」「バグが多い」といったトラブルが多発し、批判を受けた。
高須賀哲は『GQ JAPAN』に寄せた記事の中で、VR化パッチを使用した体験版の感想について「まるで相手がそこにいるかのように感じられ、現実の女性を相手にした時のように緊張さえ感じる」と述べ、これから来るVRセックス時代の記念碑的作品と評した。
ライターのハッチは『ASCII倶楽部』に寄せた記事の中で、2016年に発売された『ハニーセレクト』のキャラクターメイキング画面と比較し、「肌が整いすぎていて、作り物のようだ」と評した。